# Johan Martial
Johan Martial (* 30. Mai 1991 in Massy) ist ein französischer ehemaliger Fußballspieler.

## Karriere

### Verein
Martial wuchs in der Umgebung der französischen Hauptstadt Paris auf und begann dort bei einem kleinen Verein das Fußballspielen. Sein jüngerer Bruder Anthony Martial (* 1995) schaffte später ebenfalls den Sprung in den Profifußball. 2003 wechselte Johan mit zwölf Jahren in die Jugendabteilung des Topklubs Paris Saint-Germain, verließ diesen aber 2005 wieder und setzte seine Juniorenlaufbahn bei kleineren Vereinen fort, bis er 2007 in die Jugendmannschaft des SC Bastia aufgenommen wurde. Für den korsischen Verein gelang ihm sein Profidebüt, als er am 13. März 2009 beim 1:0 im Zweitligaspiel gegen den HSC Montpellier eingewechselt wurde. Martial, der zum Zeitpunkt des Debüts lediglich 17 Jahre alt war, absolvierte in der Folgezeit einige weitere Partien und wurde im Sommer 2009 in die erste Mannschaft aufgenommen. Der rechtsfüßige Verteidiger konnte sich im Team etablieren und bestritt in seiner ersten vollen Spielzeit als Profi 23 Zweitligaspiele. 
Auf diesem Wege erweckte er die Aufmerksamkeit des Erstligisten Stade Brest, der Martial für die Saison 2010/11 auf Leihbasis verpflichtete. Infolgedessen erreichte der Spieler sein Erstligadebüt, als er am 7. November 2010 beim 1:3 gegen den OSC Lille über die Länge der ersten Halbzeit aufgeboten wurde. Obwohl es für Martial im Anschluss bei unregelmäßigen Einsätzen blieb, entschied sich Brest, ihn auch für die nachfolgende Zeit zu verpflichten. Dafür wurde eine auf die Höhe von 800.000 Euro geschätzte Ablösesumme fällig. Die Verantwortlichen in Brest griffen bei diesem Vorgang auf eine Kaufoption zurück, die mit dem Leihgeschäft verbunden war. Der im Moment der Verpflichtung 20-Jährige konnte sich in der darauffolgenden Zeit einen Stammplatz bei dem Erstligisten erkämpfen. Nach zwei Jahren Erstklassigkeit musste Martial 2013 den Abstieg in die zweite Liga hinnehmen. In der nachfolgenden Zeit wurde er von zwei langanhaltenden Verletzungen geplagt und verpasste daher einen großen Teil der Saison 2013/14. Auch daran anschließend erhielt er seine Position in der ersten Elf nicht zurück.
Im Sommer 2016 wechselte er zum Erstligaaufsteiger ES Troyes AC, war dort aber nur Ergänzungsspieler und musste 2016 den direkten Wiederabstieg hinnehmen.

### Nationalmannschaft
Rund ein halbes Jahr nach seiner ersten Zweitligapartie wurde der damals für Bastia auflaufende Martial in die französische U-19-Auswahl aufgenommen. Mit einem 3:3-Unentschieden gegen Japan debütierte der zu dieser Zeit 18-Jährige für das Team, wobei er über die volle Länge des Spiels aufgeboten wurde. Anschließend wurde er regelmäßig berücksichtigt und gehörte auch dem Kader zur U-19-Europameisterschaft 2010 an. In deren Verlauf bestritt er ein Spiel, das sein letztes für die Auswahl darstellte. 
Am 16. November 2010 stand er beim 1:0 gegen Montenegro erstmals für die französische U-20 auf dem Platz. Nach einem weiteren Einsatz im Februar 2011 musste er ein Jahr warten, bis er am 29. Februar 2012 beim 3:1 gegen Finnland auflief. Dieses Begegnung, in deren Verlauf er ein Tor erzielen konnte, stellte sein letztes Spiel für eine nationale Jugendauswahl dar. Zuvor hatte er im Sommer 2011 eine Teilnahme an der U-20-Weltmeisterschaft aufgrund einer Verletzung absagen müssen.